# Nice To Meet You??
『Nice To Meet You??』（ナイス トゥ ミート ユー??）は、日本のポップ・ロック・バンドである緑黄色社会の1枚目のミニアルバム。2017年1月11日にHere, play pop!よりタワーレコード限定で発売された。緑黄色社会にとって初の全国流通盤となった作品で、リード曲「またね」をはじめとした5曲が収録された。サウンド・プロデューサは江口亮。アルバムタイトルには、アルバムおよびバンド自身を見つけてもらうための1枚にしたいという願いが込められている。

## 背景・リリース
緑黄色社会は、2011年に中京大学附属中京高等学校の軽音学部に所属していた長屋晴子、小林壱誓、peppeらで結成。最初の1年間はコピーバンドとして活動を行なっていたが、オリジナル曲を作るようになったことから、ベーシストとして小林の幼馴染みである穴見真吾を誘った。オリジナル曲を制作し、2013年に『閃光ライオット2013』に応募して準グランプリを獲得。以降に発表した音源はライブ会場限定での3枚のみで、長屋によると普段通りに楽曲制作やライブ活動を行なっていたものの、「ここからどう進んでいいのか分からない。何をすればいいのか分からないという状態」になっていたとのこと。2015年12月10日にはドラマーの杉江泰周が脱退、以降4人編成で活動を行うこととなる。
2016年11月18日、愛知県にあるライブハウスell.FITS ALLで開催した自主企画ライブ『緑黄色夜祭』で、2017年1月11日にミニアルバム『Nice To Meet You??』を発売することを発表。長屋は何をすればいいのか分からないという状態になっていた中で、それがようやくここ1年ぐらいで、曲作りやライブなど緑黄色社会の在り方がやっと掴めてきて。やっと準備ができたので、今のタイミングでリリースしましたと語っている。アルバムタイトルについて長屋はアルバムを私たちを皆さんに見つけてもらうための1枚にしたいという願いを込めたと語った。アルバムタイトルについている「??」は、「はじめまして何ですけど、「会ったことありませんか？」くらいの近い距離感」を表現したもの。
12月6日、収録曲をはじめとしたアルバムの詳細とともに、長屋とpeppeがタワーレコードのアパレルブランド「WEARTHEMUSIC」のモデルに起用されることが発表された。TRACKsのインタビューで、インタビュアーから「これまでよりもシンセサイザーの音が強くなった気がします」と言われた長屋は昔の音源はピアノ音でやっている曲が多かったと思うんですが、最近はシンセサイザーの音色を取り入れているので、ぱっと聴きの印象もだいぶ変わると思いますと答えている。またドラマーが脱退したことから打ち込みも増えている。
2017年4月7日にell.FITS ALLで初のワンマンライブ『緑黄初回ワンマンライブ～Nice To Meet You??～』を開催し、11月23日から12月10日にかけて「緑黄色社会ワンマンツアー2017“東名阪さん Nice To Meet You??”」を開催した。

## 評価
音楽ライターの秦理恵は、『Skream!』に寄稿したレビューでソングライターとして長屋についてパーソナルな部分を大切にしながら綴る歌詞は、強い歌詞を感じさせるとし、「regret」や「Bitter」などを引き合いにジャンルの垣根を越えたチャレンジ精神が新世代らしいと評した。
『Mikiki』の田中亮太は、2017年1月度の「タワレコメン〈邦楽編〉」で本作を選出し、フロントマン・長屋晴子の表現力豊かなヴォーカルに、シャープなバンド・アンサンブルが重なるロック・サウンドは新人らしからぬ完成度で、演奏力の高さも特筆すべきと評した。

## 収録曲
| #         | タイトル                 | 作詞      | 作曲           | 時間  |
| --------- | ------------------------ | --------- | -------------- | ----- |
| 1.        | 「またね」               | 長屋晴子  | 長屋晴子       | 4:16  |
| 2.        | 「アウトサイダー」       | 長屋晴子  | 長屋晴子       | 3:14  |
| 3.        | 「regret」               | 長屋晴子  | 長屋晴子       | 3:42  |
| 4.        | 「Bitter」               | 長屋晴子  | 長屋晴子 peppe | 4:16  |
| 5.        | 「丘と小さなパラダイム」 | 小林壱誓  | 小林壱誓       | 3:42  |
| 合計時間: | 合計時間:                | 合計時間: | 合計時間:      | 19:10 |

## 曲の解説

### またね
「またね」は、本作のリード曲。2016年11月18日に開催した自主企画ライブ「緑黄色夜祭」で初披露となった。長屋はダメな自分に気付いているけれど変われなかった自分がいて、もう考えるのを止めようと思った曲。それを決意してからだいぶ前向きになれたというか、昔のことなんてどうでもよくなれたというか、すごく明るい気持ちになれたことで書きましたと説明している。
ミュージック・ビデオが制作されており、監督はSHIN ISHIKAWAが務めた。
1枚目のフルアルバム『緑黄色社会』にも収録され、1枚目のシングル『sabotage』（初回限定盤）に、2019年6月14日に開催された「緑黄色夜祭 vol.9 東京編」でのライブ音源が収録された。

### アウトサイダー
「アウトサイダー」は、タイトルを先に決めて作られた楽曲。長屋によると「電車の中で、5分くらいでできてしまった曲」で、歌詞とメロディもすぐに思いついたことから、すぐにボイスレコーダーに録音して家に帰ってイントロの鍵盤のリフを付けたと説明している。
長屋は嫌われたくなくて、周りに同調して自分の意見を言えずにいたとし、でも、自分の意見も大事にしたいし、ちゃんと自分を出していきたいと思って書いたのが、この曲ですと語っている。

### regret
「regret」は、タイトルのとおり「後悔」について歌っている楽曲。長屋は自身を「本当に後悔するタイプ」とし、いろんなことが忘れられないんですけど、でもいつまでもクヨクヨしてたらダメだなあとも思ってて。だから、自分への戒めというか、忘れるべきことは忘れて違うことを考えようと言うことを自分に向けて歌った曲と説明している。
長屋はピアノで作曲した時は、「もうちょっとしっとりした感じ」だったという。演奏について穴見は、ドラムも打ち込みでサウンド的にも無機質なんですけど、最終的には前向きになる詞なので、それをベースの弾き方で表現していますとコメントした。
1枚目のフルアルバム『緑黄色社会』にも収録された。

### Bitter
「Bitter」は、「恋の駆け引き」をテーマとして書かれた楽曲。ダンスチューンで、2016年11月18日に開催した自主企画ライブ「緑黄色夜祭」で初披露となった楽曲。peppeがイントロからサビまで作っていた楽曲に対して、長屋が歌詞を付けて完成した。peppeは当初「カッコいいピアノ・ロックみたいなイメージ」で作曲していたが、歌詞が乗った瞬間、女の子っぽい可愛い曲になって。すごくいい化学反応が起きたなと思いましたと語っている。小林は、peppeが作ったフレーズを聴いてこの曲は絶対いい曲になるという確信が持てたと明かしている。
ミュージック・ビデオが制作されており、長屋が踊る姿で女性の恋心が表現されている。振り付けは小林が手がけた。
発売後、AbemaTV『恋愛ドラマな恋がしたい』主題歌として使用された。「Bitter」は、2018年に発売された3枚目のミニアルバム『溢れた水の行方』にも収録されている。

### 丘と小さなパラダイム
「丘と小さなパラダイム」は、かねてよりライブで演奏されている楽曲で、会場限定音源第2弾『ラストプレゼント』が初出となる。2013年に出場した「閃光ライオット2013」で演奏した楽曲の1つでもある。
小林は自分が影響を受けたものが反映された感じと説明していて、「頭の廻りを嬉しそうに扇ぐ／この蝶々でさえも」というフレーズは映画『バタフライ・エフェクト』に由来する。「あなたは世界を変えることしかできない」というフレーズは、小林が高校1年生の頃から温めていた言葉である。また小林はパラダイムシフトってことが言いたかったんですよねとも語っており、タイトルは「丘と小さなパラダイムシフト」では「長いし、くどい」ということから縮められたもの。
本作には一部メロディや歌詞、コード、演奏時間を変更して収録された。小林は曲の再構成について、これから聴いてくれる人の数よりも、今まで聴いてくれていた人の数の方が少ないと思うんです。その人たちが支持してくれている昔からある楽曲を、あえて全国の人に届ける段階で再構成しましたと説明している。また小林は「新しい緑黄色社会の『Nice To Meet You??』という名刺」に載せるべきだと思ったことから一番最後に置いたとし、全部が新しい曲だと初の全国流通のミニアルバムとして、不安定な印象があると思うんですと語っている。

## クレジット
※出典
緑黄色社会
- 長屋晴子 – Vocal & Guitar
- 小林壱誓 – Guitar
- 穴見真吾 – Bass
- peppe – Keyboard

外部ミュージシャン
- 江口亮 – Sound Producer & Programming
- 比田井修 – Drums（M1, M2, M5）
- 沼能友樹 – Acoustic Guitar（M3）

レコーディング・スタッフ
- Recording
  - 村上宣之 – Instruments（All） & Vocal（M3, M4）
  - 森重悟志 – Vocal（M1, M2, M5）

- 村上宣之 – Mixing
- 滝口 "Tucky" 博達 – Mastering
- 新井政俊 – Director

アートワーク
- いのうえよしひろ – Art Direction & Design
- オノツトム – Photographer
- よしだえりか – Stylist
- 鷲塚明寿美 – Hair & Make

## 発売日一覧
| 国/地域 | 発売日        | レーベル          | 規格     | 規格品番      | 備考                                                                            |
| ------- | ------------- | ----------------- | -------- | ------------- | ------------------------------------------------------------------------------- |
| 日本    | 2017年1月11日 | Here, play pop!   | CD       | HPP-1006      | タワーレコード限定発売                                                          |
| 全国    | 2018年7月13日 | Sony Music Labels | 音楽配信 | ESXX01903B00Z | 次作『ADORE』やフルアルバム『緑黄色社会』とともに収録曲全曲の配信が開始された。 |